# Bischofsheim (Mainspitze)
Pour les articles homonymes, voir Bischofsheim.
Bischofsheim est une municipalité allemande située dans le land de la Hesse et l'arrondissement de Groß-Gerau.
La commune a été partiellement détruit (~80 %) dans les bombardements du 9 septembre 1942, de l'automne 1944, des 13 et 27 janvier 1945 et du 27 février 1945.